# Sobre la llibertat
Sobre la llibertat (anglès: On Liberty) és una obra filosòfica publicada l'any 1859 pel pensador anglès John Stuart Mill, de la qual la seva dona Harriet Taylor Mill n'és coautora. Els lectors de l'època victoriana la consideraren una obra de gran radicalitat per la seva defensa de la llibertat dels individus respecte de l'estat, tant en els aspectes morals com en els econòmics.
Probablement, la idea més important introduïda per Mill en el llibre, i el fonament de la seva noció de llibertat és que "sobre si mateix, sobre el seu cos i la seva ment, l'individu és sobirà". Mill fa aquesta afirmació en contra del que anomena la tirania de la majoria, en la qual les regulacions de l'etiqueta i la moral serveixen el rol de control il·legítim i potencialment perillós. L'obra de Mill pot ser considerada una reacció al control social de la majoria en la seva època. L'anomenat principi del dany (harm principle), un dels principis de llibertat, també és definit en aquest llibre: hom pot fer el que vulgui sempre que no faci mal als altres. Totes les branques del liberalisme, així com d'altres ideologies polítiques, el consideren com un dels seus principis essencials. Tanmateix, allò en què consisteix fer mal als altres no és objecte d'unanimitat. Mill planteja en l'obra la relació dels drets individuals amb la funció i límits de l'estat.

## Influència
La influència de Sobre la llibertat ha estat immensa: les seves idees romanen encara avui com la base de la major part del pensament liberal. A part de la popularitat de les idees que Mill hi introdueix, es tracta d'una obra força curta i els seus temes són fàcilment comprensibles per al lector no avesat a la filosofia. El llibre mai no ha estat descatalogat des de la seva publicació. Fins avui en dia, el president del Partit Liberal Britànic, i el seu successor, el Partit Liberal Demòcrata, ha rebut una còpia del llibre del seu predecessor, honrant un dels pares fundadors de la institució.

## Edicions en català
- John Stuart Mill, Sobre la llibertat, Barcelona: Laia, 1983. Traducció, introducció, cronologia i edició de Lluís Flaquer.
- John Stuart Mill, Sobre la llibertat, Universitat de València. Servei de Publicacions, 1991, València. Traducció de Lluís Flaquer. Introducció i estudi Neus Campillo.
- John Stuart Mill, Sobre la llibertat, Edicions de la L·L, 2012, Girona. Traducció de Sira Abenoza. Pròleg de Ferran Sáez Mateu.